# Ashampoo Burning Studio
Ashampoo Burning Studio je jeden z nejznámějších produktů Ashampoo a slouží k vypalování CD, DVD a Blu-ray disků. Je to jedna z nejčastěji používaných alternativ k Nero Burning ROM, nicméně jeho oblíbenosti nedosahuje. Jeho hlavní výhodou je jednoduchost a přivětivost ovládání. Nicméně ona jednoduchost je zároveň i jeho slabá stránka, protože program neobsahuje tolik pokročilých funkcí. Mimo vlastní vypalování zvládá i vytváření DVD filmů z příslušných video souborů nebo vytváření potisků.
Starší verze Ashampoo Burning Studio 2009 byla z propagačních důvodů uvolněna jako freeware.

## Ashampoo Burning Studio 14
- Vypalování a šifrování souborů na DVD
- Vypalování a překódování filmů na dvd (přehratelné na televizním dvd přehrávači
- Tvorba vlastního dvd menu s slide show
- Přechodové efekty
- Vypalování Fotografií a Hudby
- Zálohování
- Kompletní čeština
- Rychlejší vypalování